# Hancock (Wisconsin)
Hancock – miasto w Stanach Zjednoczonych, w stanie Wisconsin, w hrabstwie Waushara.